# Al-Salamstadion (Umm al-Fahm)
Het Al-Salamstadion (Hebreeuws: איצטדיון השלום) is een multifunctioneel stadion in Umm al-Fahm, een stad in Israël. Het stadion wordt vooral gebruikt voor voetbalwedstrijden, de voetbalclubs Hapoel Umm al-Fahm F.C., Maccabi Umm al-Fahm F.C. en Hapoel Bnei Musmus maken gebruik van dit stadion. In het stadion is plaats voor 5.000 toeschouwers.